# レバノン陸軍
レバノン陸軍（レバノンりくぐん、フランス語: Forces terrestres libanaises）は、レバノン国の陸軍組織で、外部の侵略者から国家の健全性を守り、国内の憲法秩序を維持し、自然災害の影響を排除し、麻薬密売と戦う任務を負っている。2024年時点の兵力は、現役56,600人。

## 編制
5 地域コマンド
- ベイルート地方
- ベッカー地方
- 山岳レバノン地域
- 北地域
- 南部地域

11旅団
5（機械化）旅団
- 第1歩兵旅団
- 第2歩兵旅団
- 第3歩兵旅団
- 第5歩兵旅団
- 第6歩兵旅団

6 軽旅団
- 第7歩兵旅団
- 第8歩兵旅団
- 第9歩兵旅団
- 第10歩兵旅団
- 第11歩兵旅団
- 第12歩兵旅団
- 第1砲兵連隊
- 第2砲兵連隊
- 信号連隊
- レバノン特殊部隊連隊

山岳戦闘中隊が含まれる。
- レバノン空挺連隊
- 対破壊工作連隊 (モウカファハ)
- 第1介入部隊連隊
- 第2介入部隊連隊
- 第3介入軍連隊
- 第4介入軍連隊
- 第5介入軍連隊
- 第6介入軍連隊
- 共和国防衛旅団
- 医療旅団
- 支援旅団
- 兵站旅団

憲兵
- 陸軍楽隊
- 独立建設連隊
- 第1装甲連隊
- 第1陸上国境連隊
- 第2陸上国境連隊
- 第3陸上国境連隊
- 第4陸上国境連隊

第4旅団は以前は活動していたが1984年に解散した。

## 装備

### 装甲戦闘車両
- M48A1/A5 主力戦車 ×92両[1]
- M60A2 主力戦車 ×10両[1]
- T-54 主力戦車 ×185両[1]
- T-55 主力戦車 ×47両[1]
- AML 装甲偵察車 ×55両[1]
- AIFV-B-C25 歩兵戦闘車 ×24両[1]
- M2A2 ブラッドレー 歩兵戦闘車 ×32両[1]
- M113A1/A2 装甲兵員輸送車 ×1274両（派生型含む）[1]
- VAB VCT 装輪式装甲兵員輸送車 ×86両[1]
- VBPT-MR グアラニ 装甲兵員輸送車 ×10両[1]
- マックスプロ 歩兵機動車 ×8両[1]

### 工兵・支援車両
- M88A1 装甲回収車 ×3両[1]
- M113 装甲回収車 ×不詳[1]
- T-54/55 装甲回収車 ×不詳[1]
- MTU-72 架橋車両 ×不詳[1]
- Bozena 地雷原啓開車 ×不詳[1]

### 火砲・ロケット砲
- M109A2 155mm自走榴弾砲 ×12両[1]
- M109A5 155mm自走榴弾砲 ×24両[1]
- M101A1 105mm榴弾砲 ×13門[1]
- D-30 122mm榴弾砲 ×9門[1]
- M-30 122mm榴弾砲 ×26門[1]
- M-46 130mmカノン砲 ×15門[1]
- M198 155mm榴弾砲 ×218門[1]
- 81mm迫撃砲 ×203門[1]
- 82mm迫撃砲 ×112門[1]
- ブラント 120mm迫撃砲 ×29門[1]
- M120 120mm迫撃砲 ×46門[1]
- BM-21 自走ロケット砲 ×11両[1]

### 対戦車兵器
- VAB 対戦車車両（HOT搭載）×35両[1]
- ミラン 対戦車ミサイル[1]
- TOW 対戦車ミサイル[1]
- M40A1 106mm無反動砲 ×113門[1]

### 対空兵器
- 9K32 ストレラ-2M 携帯式地対空ミサイル[1]
- 20ｍｍ機関砲 ×20基[1]
- ZU-23-2 23ｍｍ機関砲 ×57基[1]